# Brad Wilk
Brad Wilk (* 5. září 1968 Portland, Oregon, USA) je americký bubeník. V roce 1991 spoluzaložil skupinu Rage Against the Machine, ve které hrál do jejího rozpadu v roce 2000 a od roku 2007, kdy byla obnovena, je opět jejím členem. V neaktivním období skupiny hrál se skupinou Audioslave. V roce 2016 se přidal do skupiny Prophets of Rage. Spolupracoval se skupinou Black Sabbath, s níž nahrál album 13.
Narodil se do rodiny polsko-židovského původu. Během dětství žil v Chicagu, později se jeho rodina přestěhovala do Kalifornie. Na bicí začal hrát poprvé ve 13 letech. Jeho vzory jsou John Bonham, Keith Moon a Elvin Jones. V mládí byl velkým fanouškem Van Halen, ve 13 letech je viděl na jejich koncertě. Roku 1997 mu byl diagnostkován diabetes. Je vegetarián a praktikující buddhista.